# Hermanos Apostólicos Unidos
Los Hermanos Apostólicos Unidos (en inglés estadounidense: Apostolic United Brethren) (AUB) son un movimiento mormón con sede en Bluffdale, Utah, Estados Unidos.
En 1998, AUB tenía aproximadamente 10.000 seguidores, principalmente en Utah, Estados Unidos y México. El movimiento no se ve a sí misma como una iglesia separada, sino como un movimiento de reforma dentro del Movimiento de los Santos de los Últimos Días, encargado de mantener vivas las verdaderas tradiciones y enseñanzas abandonadas por la Iglesia de Jesucristo de los Santos de los Últimos Días. Por eso, entre otras cosas, practican la poliginia.
Se afirma que en septiembre de 1886 John y Lorin C. Woolley y otros se reunieron con el presidente de la Iglesia de Jesucristo de los Santos de los Últimos Días, John Taylor. Se dice que este último luego reveló que conoció tanto al fundador de la iglesia, Joseph Smith, como a Jesucristo, y recibió una revelación de que el matrimonio plural no terminaría, sino que se mantendría vivo por un grupo selecto, que preservaría esta enseñanza en la Tierra.
Al día siguiente, los Woolley, el asesor de Taylor, George Q. Cannon, y otros fueron destacados con ese fin.
Hasta la década de 1950, los mormones polígamos eran esencialmente un grupo unificado, pero cuando el líder Joseph White Musser ordenó a Rulon C. Allred como su sucesor en 1951, un grupo de mormones fundamentalistas en Short Creek se separó y finalmente formó su propia iglesia, la Iglesia Fundamentalista de Jesucristo de los Santos de los Últimos Días.
Cuando Rulon C. Allred fue asesinado a tiros en 1977 por la esposa de Ervil LeBaron, Rena Chynoweth, AUB se convirtió en el centro de atención de los medios. Allred fue sucedido por su hermano, Owen Allred, quien murió en 2005 y fue sucedido por J. LaMoine Jenson.